# Белокрили барски петлић
Белокрили барски петлић (Coturnicops exquisitus) је врста птице из породице барских кока, која насељава североисточну Азију. Биле су познате само две локације које насељава, у Манџурији и југоисточном Сибиру, раздвојене са више од 1.000 km; међутим, 2018. године пронађена је нова гнездећа популација у Амурској области, смештеној између њих две. Његова природна станишта су мочваре, слатководна језера и обрадиво земљиште. Најмања је барска кока на свету са 13 cm и 24,5 грама. Прети му губитак станишта, а на Црвеној листи МУЗП (IUCN) наведен је као рањива врста.
Енглески народни назив врсте Свинхов барски петлић дат је у спомен на британског природњака Роберта Свинхоа који је први описао врсту 1873. године.